# Tex Rudloff
Walter Cecil „Tex“ Rudloff  (* 8. August 1926 in Coleman, Texas; † 10. Oktober 2015 in Sherman Oaks, Kalifornien) war ein US-amerikanischer Tonmeister.

## Leben
Rudloff begann seine Karriere Ende der 1960er Jahre. Sein Debüt hatte er bei Sydney Pollacks Drama Nur Pferden gibt man den Gnadenschuß 1969. In den 1970er Jahren wirkte er an Klassikern wie Martin Scorseses Taxi Driver und John Carpenters Halloween – Die Nacht des Grauens mit. 1979 war er für Die Buddy Holly Story gemeinsam mit Joel Fein, Curly Thirlwell und Willie D. Burton für den Oscar in der Kategorie Bester Ton nominiert. Nach dem Filmdrama Mein Vater – Mein Freund zog sich Rudloff aus dem Filmgeschäft zurück.
Rudloff wirkte zudem auch im Hintergrund des Filmgeschäftes mit. Er stand der Cinema Audio Society vor und war Schatzmeister der Academy of Motion Picture Arts and Sciences. Er starb 2015 im Alter von 89 Jahren. Sein Sohn Gregg war ebenfalls ein erfolgreicher Tontechniker, der drei Mal den Oscar für den Besten Ton gewinnen konnte.

## Filmografie (Auswahl)
- 1969: Nur Pferden gibt man den Gnadenschuß (They Shoot Horses, Don’t They?)
- 1970: Abgerechnet wird zum Schluss (The Ballad of Cable Hogue)
- 1974: McQ schlägt zu (McQ)
- 1975: Das Nervenbündel (The Prisoner of Second Avenue)
- 1975: New York antwortet nicht mehr (The Ultimate Warrior)
- 1976: Der Texaner (The Outlaw Josey Wales)
- 1976: Taxi Driver
- 1978: Die Buddy Holly Story (The Buddy Holly Story)
- 1978: Halloween – Die Nacht des Grauens (John Carpenter’s Halloween)
- 1979: … und Gerechtigkeit für alle (…And Justice for All)
- 1979: Ein Mann räumt auf (Love and Bullets)
- 1981: Mel Brooks – Die verrückte Geschichte der Welt (History of the World, Part I)
- 1993: Mein Vater – Mein Freund (Jack the Bear)

## Nominierungen
- 1979: Oscar-Nominierung in der Kategorie Bester Ton für Die Buddy Holly Story